# Onuralp Bitim
Onuralp Bitim (Kadıköy, 31 de março de 1999) é um jogador turco de basquete profissional que atualmente joga pelo Chicago Bulls da National Basketball Association (NBA).

## Carreira profissional

### Pinar Karşıyaka (2019–2021)
Em 28 de julho de 2019, Bitim assinou um contrato de dois anos com o Pınar Karşıyaka da Liga Turca.

### Frutti Extra Bursaspor (2021–2023)
Em 7 de junho de 2021, Bitim assinou um contrato de dois anos com o Bursaspor. Após uma temporada bem-sucedida com a equipe e alcançar a final da EuroCup, em 9 de maio de 2022, Bitim estendeu seu contrato com o clube por mais duas temporadas.

### Chicago / Windy City Bulls (2023–Presente)
Em 25 de julho de 2023, Bitim assinou um contrato de duas vias com o Chicago Bulls e, em 24 de fevereiro de 2024, assinou um contrato padrão. Bitim jogou em 23 jogos pelo Chicago em sua primeira temporada e teve médias de 3,5 pontos, 1,4 rebotes e 0,6 assistências. Em 16 de abril, foi anunciado que Bitim havia sofrido um descolamento de retina no olho direito e passaria por uma cirurgia que o tiraria das quadras até o fim da temporada.

## Estatísticas da NBA

#### Temporada regular
| Ano     | Equipe  | PJ | PT | MPJ  | AP   | 3P   | LL   | RT  | AS | BR | TO | PPJ |
| ------- | ------- | -- | -- | ---- | ---- | ---- | ---- | --- | -- | -- | -- | --- |
| 2022-23 | Chicago | 23 | 1  | 11.7 | .381 | .273 | .800 | 1.4 | .6 | .1 | .1 | 3.5 |